# Grenzlandring
Der Grenzlandring, seltener auch Grenzland-Ring geschrieben, im Ausland zu seiner Rennsportzeit auch als Wegbergring respektive Wegberg-Ring bekannt, ist eine ursprünglich 9005 Meter lange und 6,8 Meter breite Ringstraße, die vor dem Zweiten Weltkrieg am linken Niederrhein als militärische Versorgungs- und Transportstraße um die Stadt Wegberg bei Mönchengladbach errichtet wurde. Auf diesem birnen- bzw. eiförmigen Ovalkurs aus Beton mit minimal überhöhten Kurven fanden wenige Jahre nach Ende des Krieges vor bis zu 300.000 Zuschauern insgesamt fünf große Auto- und Motorradrennen statt. Die Hochgeschwindigkeitsbahn wurde zu dieser Zeit in den Medien gerne als „die schnellste Rennstrecke der Welt“ bezeichnet, bevor am 31. August 1952 ein schwerer Unfall mit mindestens 13 Toten und 42 Verletzten, der zu den schwersten Unfällen der internationalen Rennsportgeschichte zählt, die motorsportliche Nutzung abrupt beendete.

## Der Bau

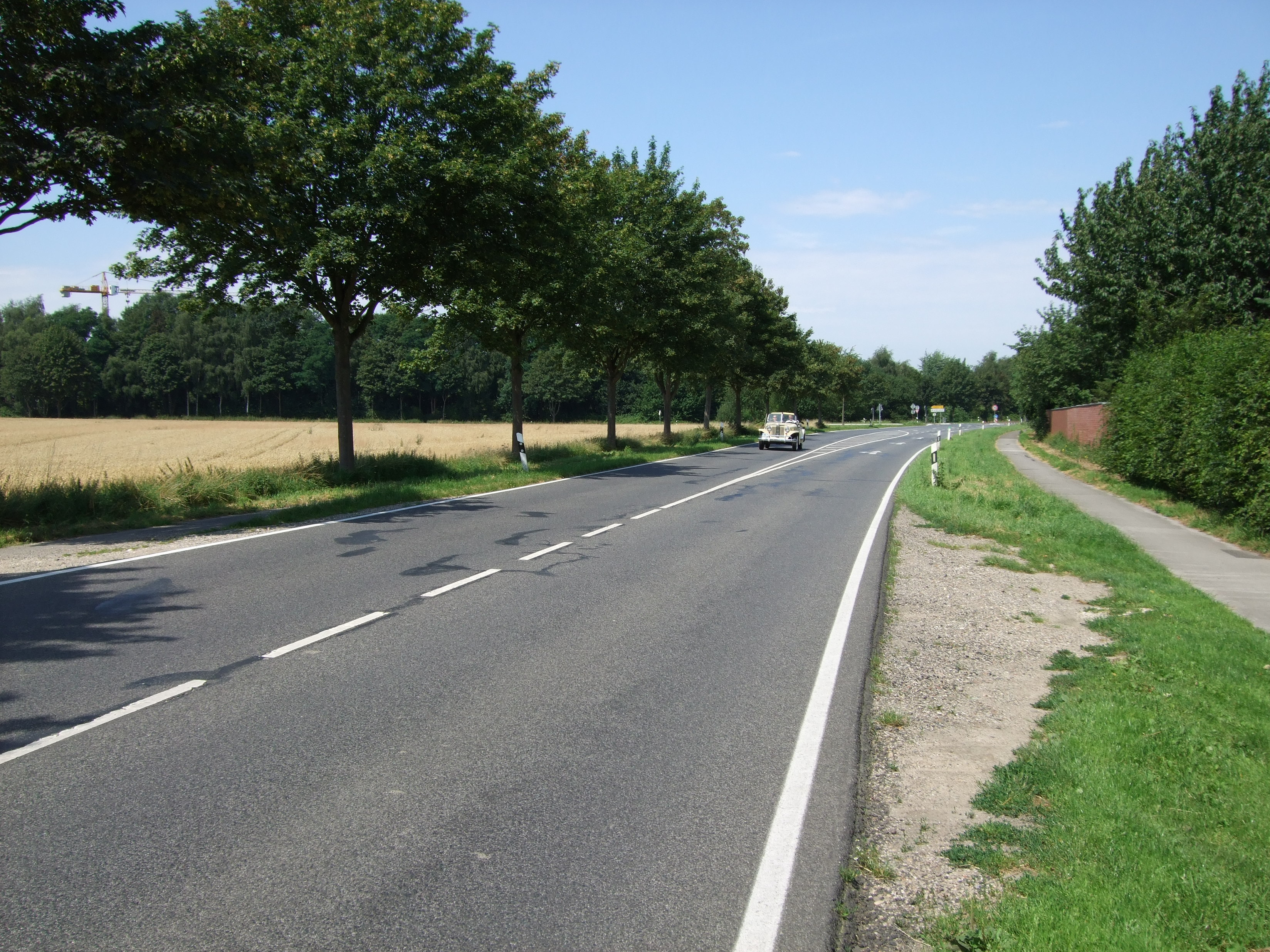
2007: Der ehemalige Start-Ziel-Bereich

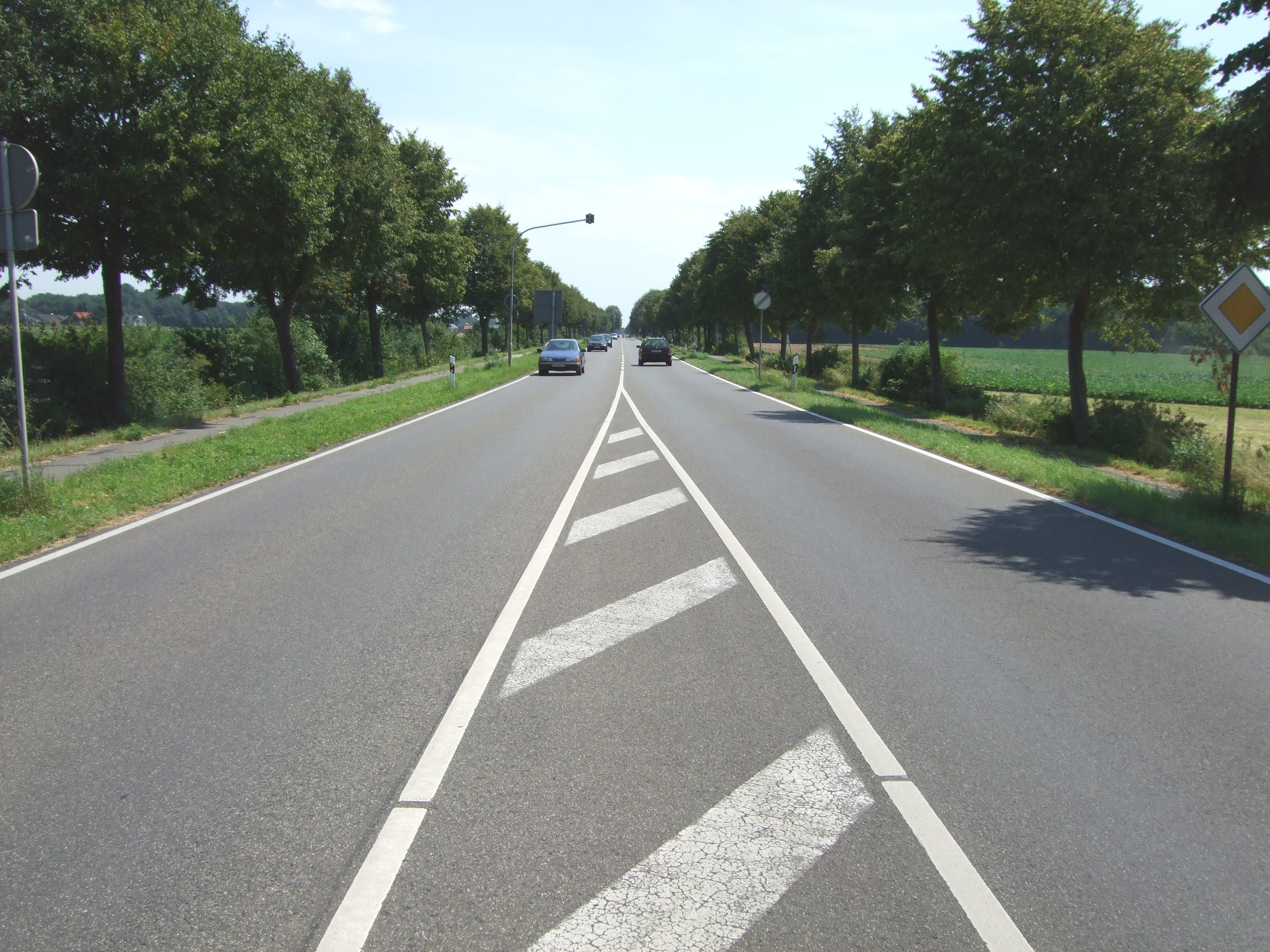
2007: Blick auf die Erkelenzer Gerade

Im Jahr 1939 wurde der Bau der Ringstraße als „strategisch wichtige Aufmarschstraße für den Westfeldzug“ begonnen. Mit einem Kostenaufwand von etwa 3,3 Millionen Reichsmark war die Ortsumgehung von Wegberg und Beeck in Nähe der Grenze zu den Niederlanden erst während des Krieges fertiggestellt worden. Die durch Wegberg verlaufende Eisenbahnstrecke „Eiserner Rhein“ wurde dabei von zwei Brücken über- beziehungsweise unterquert. Die Straße wurde zunächst im Rahmen der Flurbereinigung in eim Umlegungsverfahren als zweiteilige Straße geplant. Erst durch die Reichsstraßenverwaltung wurde eine Ringform vorgeschlagen. Die Straße wurde erst während des Krieges fertiggestellt. Aufgrund nicht bedeutsamer Nutzung im Zweiten Weltkrieg geriet sie bald danach jedoch in Vergessenheit.
Neueren Erkenntnissen zufolge wurde der Grenzlandring im Auftrag der Wehrmacht von dem auf den Bau von Betonstraßen spezialisierten Kölner Bauunternehmen August Lindemann gebaut – und nicht, wie man hätte erwarten können, von der Organisation Todt, die während der Zeit des Nationalsozialismus von Staats wegen für derartige Großprojekte zuständig war. In der ersten Phase der Planung ging man von zwei eigenständigen Umgehungsstraßen – einer südlichen und einer nördlichen – aus, welche die engen Ortsdurchfahrten von Wegberg und Beeck vom rapide ansteigenden Westwall-Verkehr entlasten sollten, bis sich die Bezirksplaner der Landesplanungsgemeinschaft Rheinland der Bezirksstelle Aachen für eine Ringform einsetzten. Es halten sich bis in die heutige Zeit die nicht abwegigen Gerüchte, dass die damals in Rheindahlen stationierte Motorschule des Nationalsozialistischen Kraftfahrkorps (NSKK) dabei Einfluss ausübte, um sich die Möglichkeit einer geeigneten Test-, Demonstrations-, Lehr- und Übungsstrecke zu sichern, wie es sie zuvor bereits in Teterow mit dem Teterower Bergring und Hohenstein-Ernstthal mit dem Sachsenring gab. Die Anlieger wurden dazu gezwungen, das zum Bau benötigte Land gegen ein relativ geringes Entgelt abzutreten. Während man die Baukosten mit rund 2,8 Millionen Reichsmark (entspricht heute etwa 14,6 Millionen EUR) veranschlagte, wurden für den Grunderwerb gut 500.000 Reichsmark berücksichtigt. Danach soll der Ring in etwa 434.300 Arbeitsstunden gebaut worden sein.

## Die vorgebliche Grenzlandring-Entdeckung

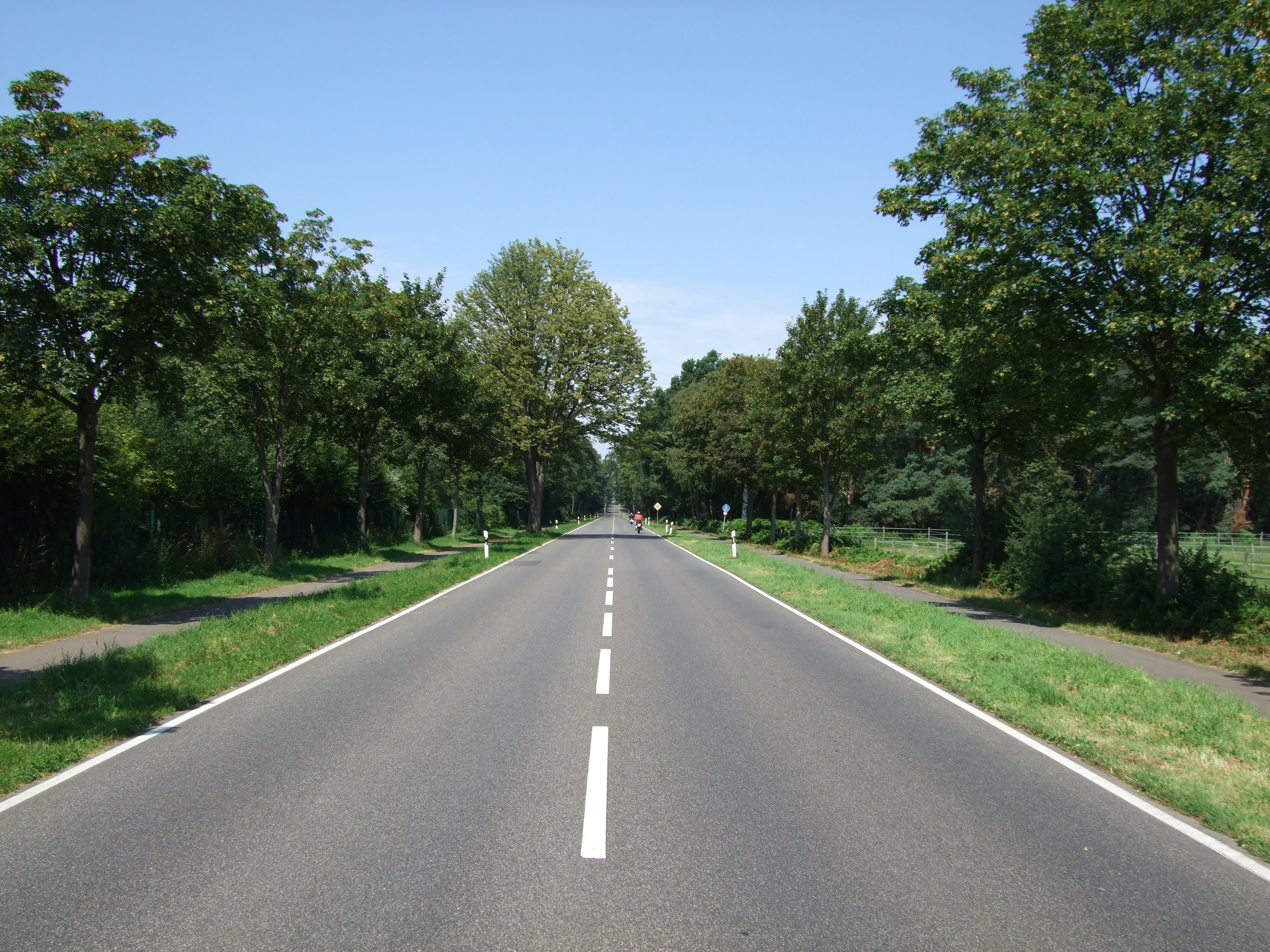
2007: Blick auf die Rheydter Gerade mit Kuppe

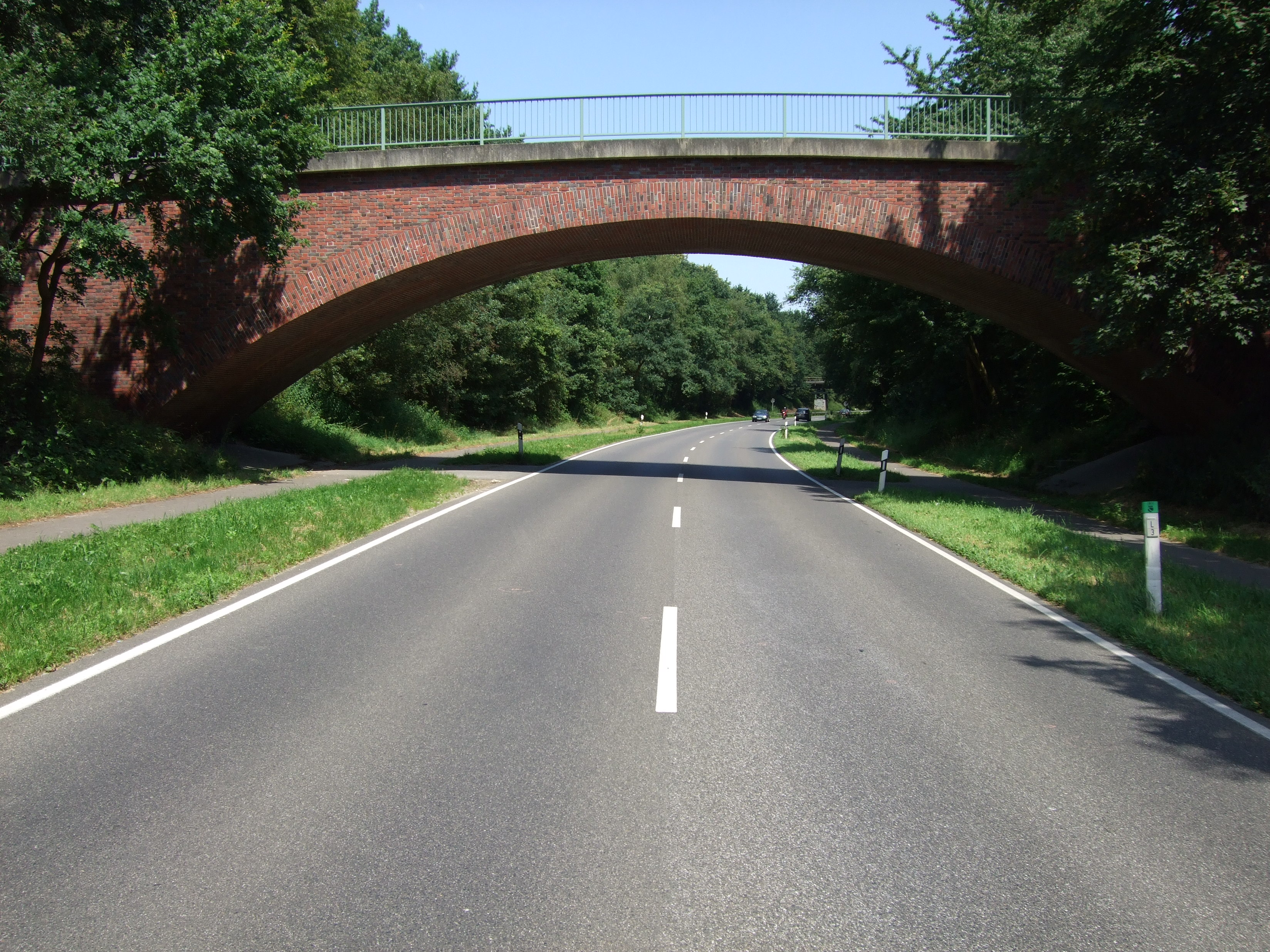
2007: Die Friedhofsbrücke stellte bei Rennen Wegbergs Verbindung zur „Außenwelt“ sicher

Mündlichen Überlieferungen von Zeitzeugen und Pressemeldungen zufolge soll der im Krieg fast unbeschädigt gebliebene Grenzlandring in einer Nacht des Jahres 1947 vom damaligen Oberbürgermeister der Stadt Rheydt, Carl Marcus, per Zufall während einer Dienstfahrt entdeckt worden sein. Nachdem dieser auf einer normal aussehenden Landstraße gleich mehrmals denselben Radfahrer passiert hatte, habe er erst begriffen, dass er sich auf einer Ringstraße befinden müsse. Da sie als militärische Anlage geplant und praktisch unter Ausschluss der Öffentlichkeit gebaut worden war, soll ihre Existenz sogar in dieser Region Grenzland weitgehend unbekannt geblieben sein. Außerdem sei sie auch nicht auf dem damals verfügbaren Kartenmaterial eingezeichnet gewesen. Bei dieser Geschichte dürfte es sich eher um einen cleveren Marketinggag der damaligen Protagonisten als um Tatsachen handeln. Gegen sie sprechen unter anderem auch Berichte, dass der Ring vom Frühjahr 1945 bis ins Jahr 1948 hinein nicht durchgängig befahren werden konnte, weil er von US-Truppen im Bereich der Rheydter Geraden als Benzindepot genutzt wurde und die britischen Besatzer im Bereich der Erkelenzer Geraden eine Werkstatt für Militärfahrzeuge betrieben. Trotzdem ist die vorgebliche Entdeckung durch Carl Marcus, der sich in der Zeit des Nationalsozialismus u. a. als Doppelagent für die deutsche und die britische Seite betätigte und von 1945 bis 1948 als von den Briten eingesetzter Rheydter Oberbürgermeister amtierte, seither untrennbar mit der Rennsport-Historie des Grenzlandrings verbunden.
Laut Überlieferung berichtete Marcus bald darauf dem Rheydter Seidenfabrikanten (Inhaber und Geschäftsführer der Seidenweberei C. C. Bang) Emil „Teddy“ Vorster von seiner „Entdeckung“. Vorster war selbst Rennfahrer und Vorsitzender des Rheydter Clubs für Motorsport (RCM). Er prüfte den nur wenige Kilometer von seinem Wohnort Rheydt entfernten Ring auf eine eventuelle Rennsporttauglichkeit und brachte im März 1948 nach einer Tagung des Deutschen Motor Clubs (DMC) in Köln einige aktive Fahrerkollegen und Offizielle wie Hermann Lang und Alfred Neubauer nach Wegberg, um deren Urteil zu hören. Die beteiligten Experten waren sich nach Demonstrationsrunden auf dem Ring noch vor Ort schnell einig und teilten danach der Presse mit: „Der Grenzlandring ersetzt uns die AVUS und Tripolis (gemeint war die libysche Vorkriegs-Rennstrecke Autodromo della Mellaha, zwischen Tripolis und Tajura). Neben dem unvergleichlichen Nürburgring als Bergstrecke ist er als unerhört schnelle Flachrennstrecke unentbehrlich für die großen Zerreißproben für Maschinen und Fahrer, auf die die deutsche Automobilindustrie, so sie denn wieder in den umfassenden Wettbewerb auf allen Märkten der Welt zu treten vermag, nicht verzichten kann.“

## Die Rennsportjahre 1948 bis 1952

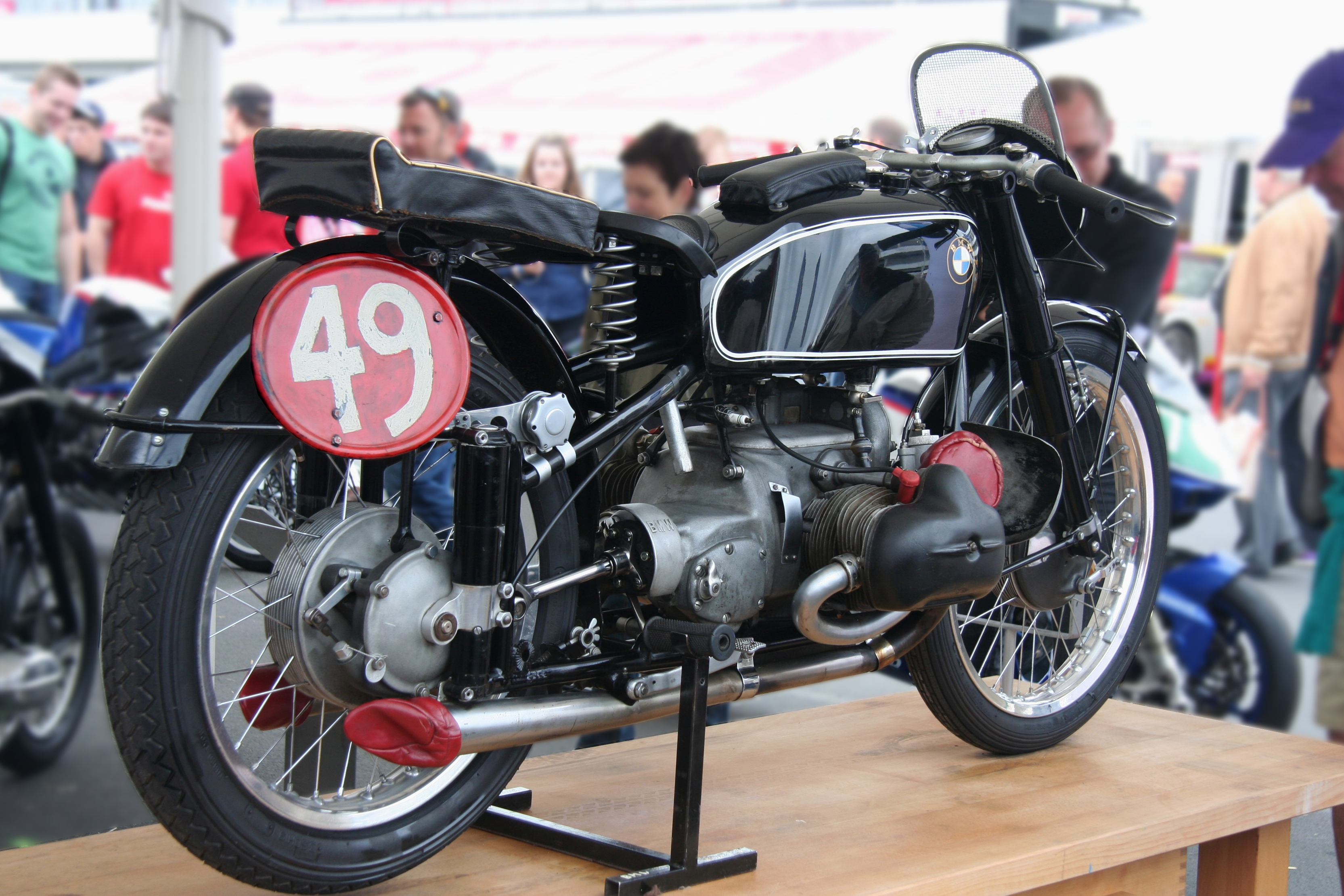
Auf einer solchen BMW 500 Kompressor erzielte Schorsch Meier 1949 seinen Motorrad-Rundenrekord

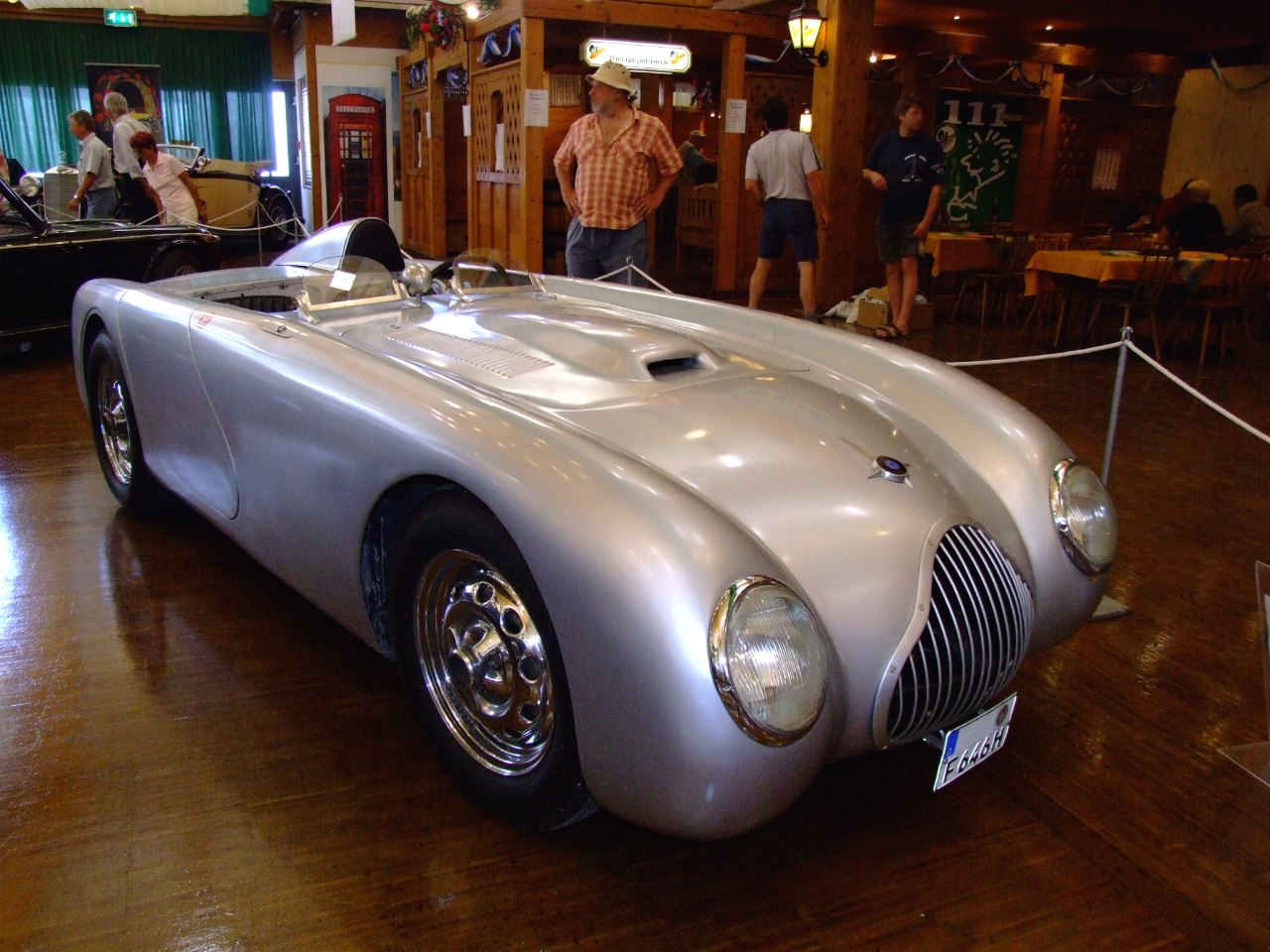
Einen derartigen Veritas RS fuhr Toni Ulmen bei seinem Automobil-Rundenrekord 1951

Initiiert von Teddy Vorster und seinem RCM und organisiert in Zusammenarbeit mit dem Erkelenzer Motorsportclub, fand am 19. September 1948 das erste Rennen statt, nachdem beide Vereine im Rahmen einer Arbeitsgemeinschaft auf eigene Kosten die im Krieg entstandenen Schäden der Strecke ausgebessert hatten. Zur Eröffnung wurde eine Medaille geprägt. Der damalige Ministerpräsident von Nordrhein-Westfalen, Karl Arnold, nahm „den Grenzlandring – die AVUS des Westens“ feierlich in Betrieb. Rund 250.000 Zuschauer waren anwesend, mit mehr als 100.000 Menschen hatte man zuvor überhaupt nicht gerechnet, und laut Zeitzeugen sei „das ganze Eintrittsgeld der unzähligen Leute mit Eimern und Schubkarren weggebracht worden“. Im zwangsläufigen Organisationschaos soll dann auch ein beträchtlicher Teil der Einnahmen auf dem Weg vom Rathaus in Wegberg zur Bank in Rheydt spurlos verschwunden sein. Jedenfalls deckten sich die da und dort gezählten Summen am Ende nicht, wusste ein führendes Mitglied des Organisationsgremiums später zu berichten. Die treibende Kraft des gesamten Grenzlandring-Projekts, Teddy Vorster, nahm selbst mit seinem AFM-Sportwagen am Lauf der Fahrzeuge bis 1100 cm³ Hubraum teil und schlug hier seinen Bezwinger bei der Deutschen Meisterschaft 1948, Petermax Müller. Georg Meier erzielte auf einem BMW-Motorrad eine Spitzenleistung mit einer Höchstgeschwindigkeit von 196,8 km/h.
Am 24. April 1949 wurde vom Rheydter Club für Motorsport, dem Motorsportclub Grenzlandring Wegberg, dem Automobil- und Motorclub Krefeld und dem Gladbacher Motor Club Mönchengladbach die sogenannte Motorunion Grenzlandring e. V. mit Sitz in Wegberg gegründet, unter deren Obhut dann die weiteren vier Rennen abgewickelt wurden.
Ende der 1940er- und Anfang der 1950er-Jahre wurde der Grenzlandring in deutschen Medien als die „schnellste Flachrennstrecke Europas“ bezeichnet, zum Teil sogar als „schnellste Rennstrecke der Welt“. Letzteres entsprach allerdings nicht den Tatsachen, da auf dem Indianapolis Motor Speedway bereits höhere Geschwindigkeiten erzielt wurden als auf dem Grenzlandring, auf dem Spitzengeschwindigkeiten von bis zu 250 km/h erreicht wurden. Der Kurs bestand aus zwei unterschiedlich langen Geraden, der Erkelenzer Gerade mit 2052 Metern und der Rheydter Gerade mit 2322 Metern und einer Kuppe über eine Bahnunterführung, die Parallelen zur ursprünglichen „Mulsanne“ von Le Mans aufweist, sowie zwei ungleich stark gekrümmten Kurven, der Roermonder Kurve mit 3327 Metern und der Gladbacher Kurve, auch Beecker Kurve genannt, mit 1304 Metern. Der Ring wurde immer gegen den Uhrzeigersinn befahren, mit Ausnahme der Rennen des Jahres 1949, die man versuchsweise im Uhrzeigersinn bestritt. Den Rundenrekord für Motorräder stellte im September 1949 der damals schon legendäre „Gusseiserne Schorsch“ Meier (u. a. Gesamtsieger der Tourist Trophy des Jahres 1939 auf der Isle of Man) aus Bayern mit seiner BMW 500 Kompressor auf und fuhr dabei einen Schnitt von 216 km/h, allerdings im Uhrzeigersinn. Außerdem erreichte Meier als „Held des Tages“ eine Durchschnittsgeschwindigkeit von 209 km/h. Der absolute Grenzlandring-Rekord ging zwei Jahre später an den Düsseldorfer Toni Ulmen, der im September 1951 mit seinem Veritas RS im Gegen-Uhrzeigersinn einen Schnitt von 220 km/h erreichte. Fast alle Rennsportgrößen der damaligen Zeit gaben sich beim einmal jährlich ausgetragenen Rennen in Wegberg ein Stelldichein: Karl Kling, Hans Stuck, Fritz Riess, Huschke von Hanstein, der Belgier André Pilette, der Italiener Gianfranco Comotti und der Brite Stirling Moss mit ihren Autos sowie Wilhelm Herz, Ludwig „Wiggerl“ Kraus, Heiner Fleischmann, H. P. Müller, Walter Zeller und andere auf ihren Motorrädern. Der raue Beton führte häufig zu Reifenproblemen: „Da wurde bei Geschwindigkeiten bis zu 225 km/Std oft die Gummiauflage von der Leinwand gerissen“, berichtete Motorrad-Streckenrekordhalter Schorsch Meier 1977 in einem Interview für einen „25-Jahre-Grenzlandring-Unfall“-Artikel der Rheinischen Post.

## Die Steher-Weltrekorde
Im Jahre 1950 wurden auf dem Grenzlandring insgesamt vier Radfahr-Weltrekorde aufgestellt. Nachdem sich der französische Steher-Radrennfahrer und Journalist José Meiffret bereits am 7. Februar mit seinem Spezialrennrad von einem Motorradfahrer als sogenanntem Schrittmacher hinter einem an dessen Maschine befestigten Windschutzschild auf eine Geschwindigkeit von 104,880 km/h hatte „ziehen“ lassen, stellte Karl-Heinz Kramer einige Monate später drei weitere Weltrekorde auf. Am 28. Juni 1950 stellte Meiffret mit 108,06 km/h einen neuen Weltrekord auf; Kramer erreichte 105,859 km/h und am 12. Oktober 1950 zuerst 139,500 km/h. Am selben Tag gelang ihm der Weltrekord für Steher-Radfahrer hinter Schrittmacher, als Kramer auf dem Grenzlandring 154,506 km/h erreichte. Er benötigte somit für die 1-km-Distanz nur 23,30 Sekunden.

## Unfälle

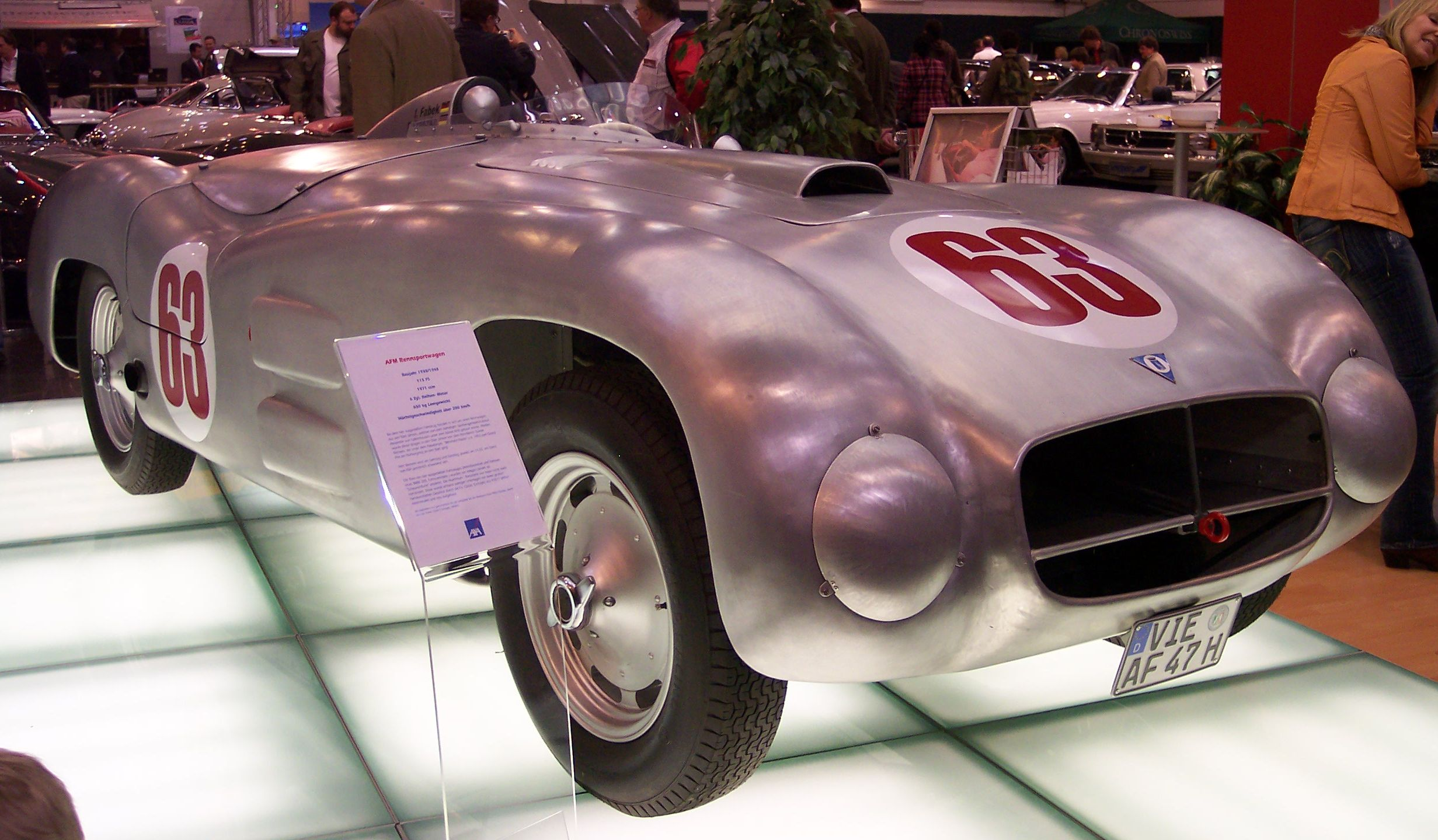
Restaurierter AFM von Karl-Günther Bechem – mit dem Chassis dieses Wagens verunglückte Karl Gommann im 1950er-Rennen tödlich

Der erste Rennunfall auf dem Grenzlandring ereignete sich beim dritten Rennen am 17. September 1950 während des Formel-2-Laufs. Kurz vor Schluss geriet der Remscheider Fabrikant und Rennfahrer Karl Gommann während eines Überholmanövers in der Gladbacher Kurve auf regennasser Piste mit seinem AFM ins Schleudern und erlitt bei einem darauf folgenden Überschlag tödliche Kopfverletzungen.

### Der Unfall vom 31. August 1952

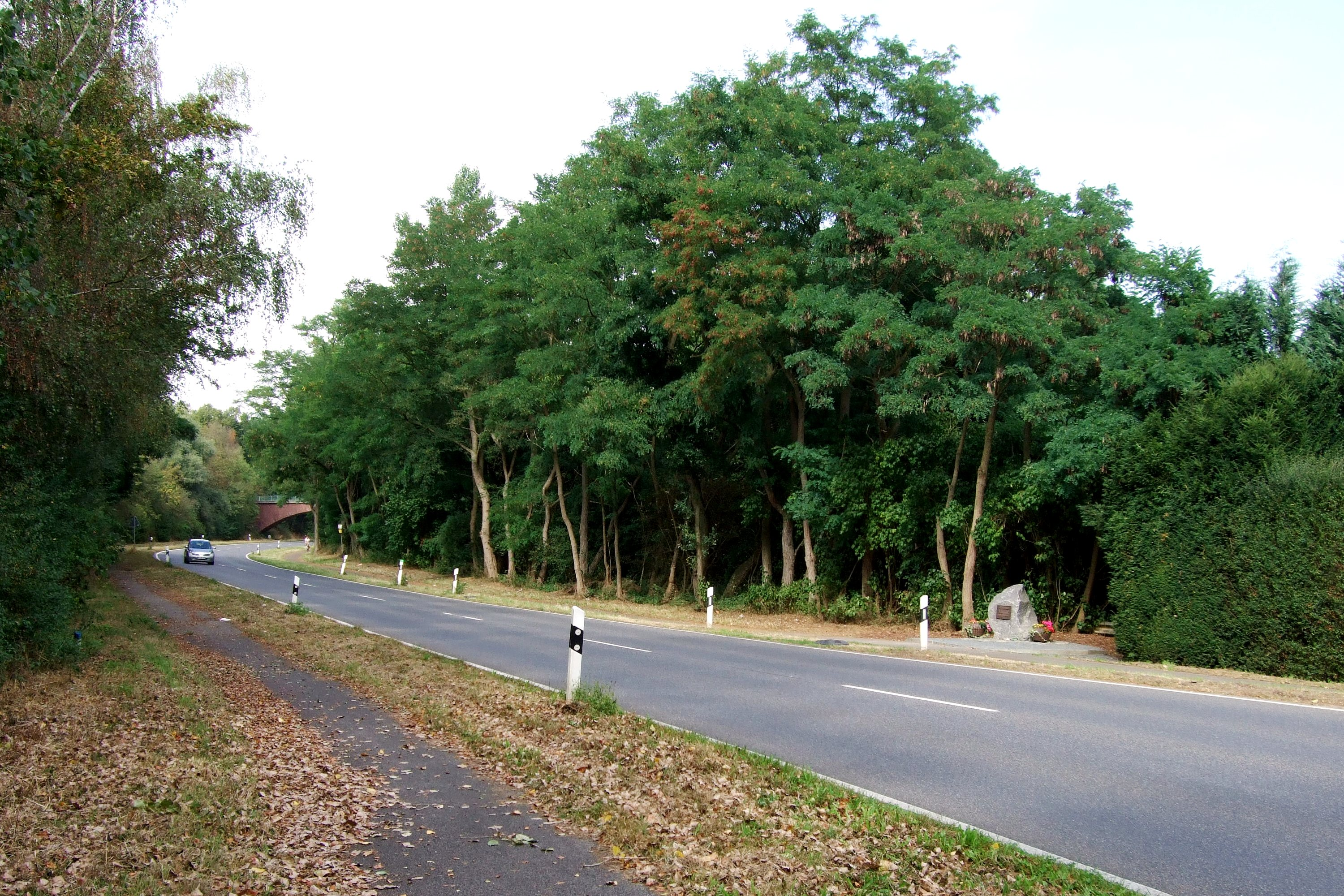
2012: Etwa in Höhe des Gedenksteins schlug Niedermayrs Wagen 1952 in die Zuschauer ein

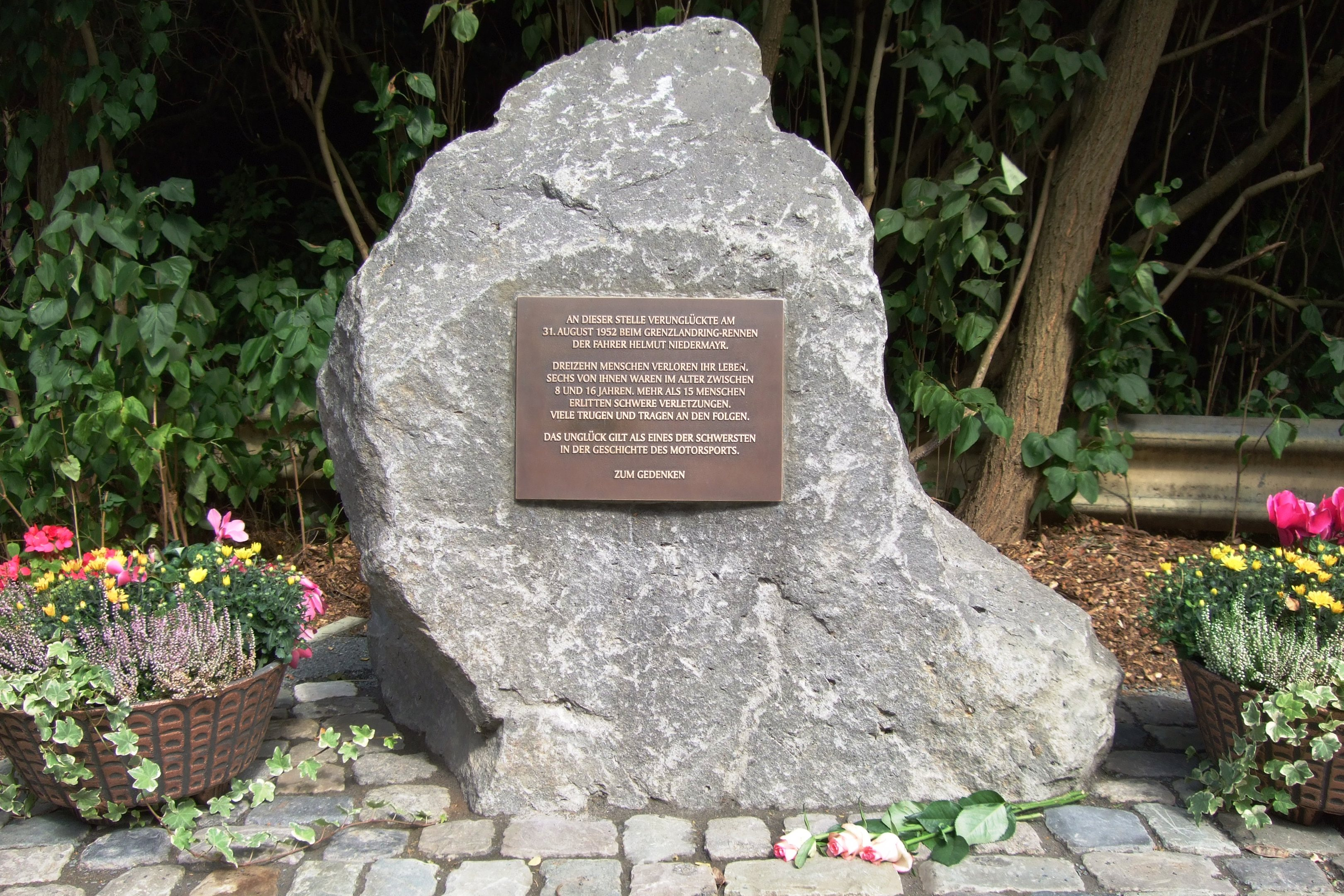
2012: Am 60. Jahrestag des Unfalls wurde dieser Gedenkstein eingeweiht

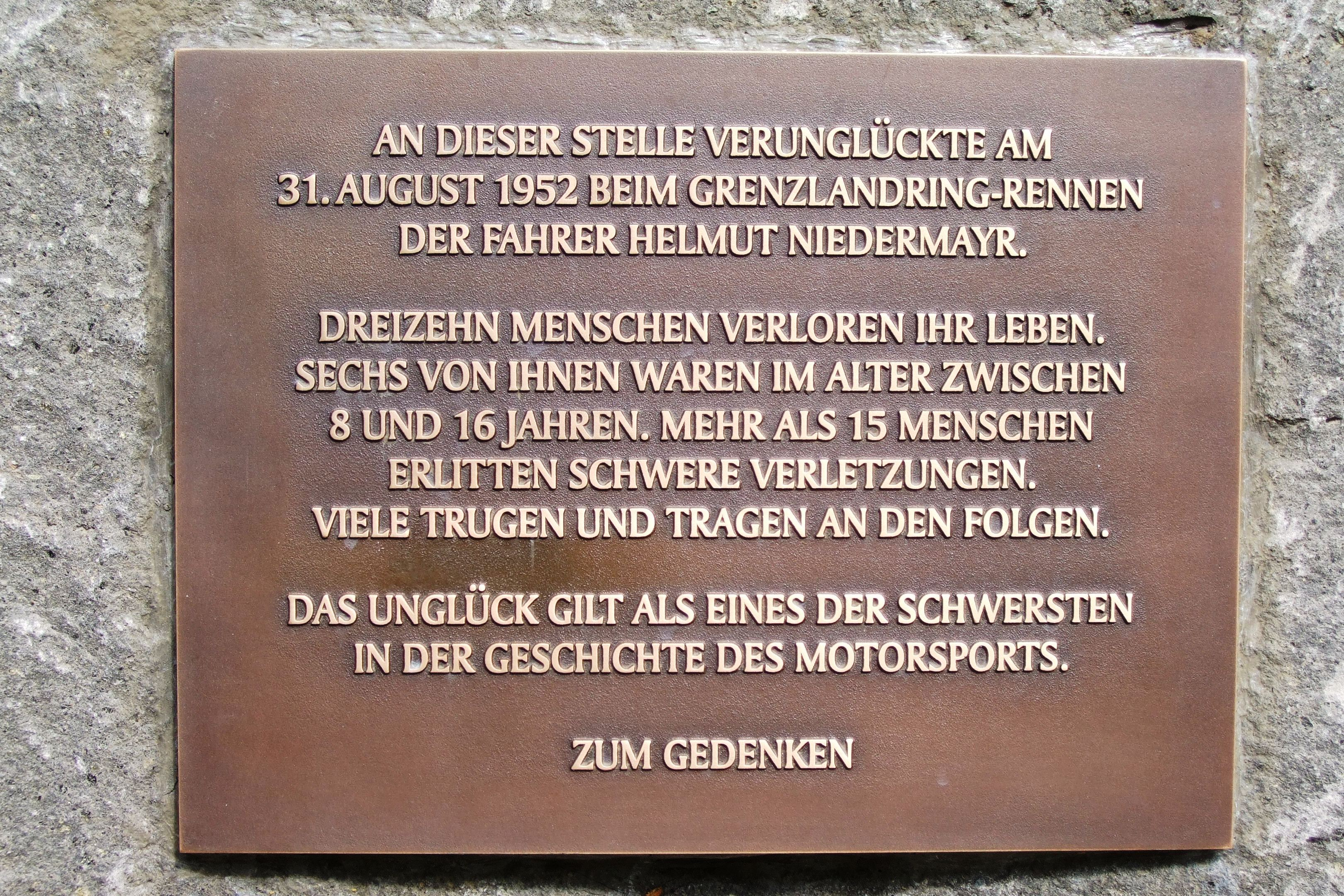
Die Gedenkstein-Platte erinnert an die 13 namentlich bekannten Toten und mehr als 15 Schwerverletzte

Am Sonntag, dem 31. August 1952, geschah dann nachmittags einer der schwersten Unfälle der internationalen Motorsportgeschichte, mit mindestens 13 Toten – einigen Quellen zufolge soll es noch einen 14., aber unbekannten Toten gegeben haben – und 42 Verletzten. Die genaue Uhrzeit des Unfalls ist umstritten; während in späteren Zeitungsberichten zumeist von „ca. 17 Uhr“ die Rede war, sollte laut Programmheft das Unglücksrennen bereits um 14.50 Uhr starten, wodurch ca. 15 Uhr als Unfallzeitpunkt glaubwürdiger erscheint. Der Berliner Rennfahrer Helmut Niedermayr kam, kurz vor dem Ende der ersten Runde des Formel-2-Rennens an vierter Stelle liegend, mit seinem Reif-Veritas-Meteor-Zweisitzer bei einer Geschwindigkeit von annähernd 200 km/h aus ungeklärten Gründen von der Strecke ab. Der Unfall ereignete sich ausgangs der Roermonder Kurve, rund 250 Meter hinter der Steinbrücke zum Wegberger Friedhof, in Höhe der damaligen Abfahrt nach Klinkum. Der Rennwagen fuhr in die dicht gedrängt stehenden, ungeschützten Zuschauer im Innenbereich der Kurve, den man bis dahin als ungefährlich erachtet hatte. Schutzplanken, Fangzäune, Kiesbetten und dergleichen waren damals noch nicht üblich – einige eher willkürlich verteilte Strohballen und mehrere zwischen Holzpfählen gespannte Drahtseile waren die einzigen „Sicherheitsvorkehrungen“ an der Strecke. Eben jene Drahtseile, hinter denen die Zuschauer stehen sollten, sorgten laut Augenzeugenberichten für die schlimmsten Verletzungen. Vom Rennwagen mitgeschleift, sollen sie Körperteile der Opfer abgetrennt und schwere Kopfverletzungen besonders bei den betroffenen Kindern verursacht haben. Niedermayr selbst, trotz zahlreicher Gesichtsblessuren eher zu den Leichtverletzten zählend, ließ sich Berichten zufolge erst medizinisch versorgen, nachdem sich die Helfer zuvor um andere verletzte Personen gekümmert hatten.
Das Rennen wurde vom Rennleiter Jupp Müller nicht abgebrochen und von Toni Ulmen gewonnen. Laut späteren Aussagen der Rennleitung wurde diese Ad-hoc-Entscheidung in Absprache mit dem ADAC-Sportpräsidenten Jules Köther, den diensthabenden Rennärzten und anwesenden führenden Politikern getroffen – darunter Bundesverkehrsminister Hans-Christoph Seebohm und der nordrhein-westfälische Landesminister für Wirtschaft und Verkehr, Artur Sträter –, um keine Panik unter den Menschenmassen, ein Chaos oder Behinderungen von Helfern durch Schaulustige aufkommen zu lassen.
Kurz nach der Veranstaltung sperrte der damalige NRW-Innenminister Franz Meyers den Grenzlandring für alle weiteren Rennsport-Aktivitäten. Danach wurde er nie wieder für Motorsport jeglicher Art genutzt und seine Sporthistorie geriet selbst bei den Anwohnern weitgehend in Vergessenheit.
In den Folgejahren wurden auch für Deutschland Sicherheitsstandards und Reglements für sämtliche Motorsport-Rennstrecken erarbeitet, die der Rennsport fortan einhalten musste. 
Die Hinterbliebenen der Opfer und die überlebenden Verletzten wurden nur mit äußerst geringen Ersatzleistungen der Veranstalter sowie ihrer Versicherungen und der zuständigen Behörden abgefunden. Manche Verfahren zogen sich über Jahre hin und waren dennoch am Ende erfolglos.
Der Unfall liegt laut Motorsport Memorial auf Rang fünf der nach Anzahl der Todesopfer schwersten Unfälle der Motorsport-Geschichte. Zum 60. Jahrestag des Unfalls wurde auf Initiative des Historischen Vereins Wegberg ein Gedenkstein errichtet, der an die 13 verbrieften Todesopfer erinnert und die genaue Unfallstelle markiert, die vorher nur noch wenigen Ortskundigen bekannt war (51° 8′ 28″ N, 6° 16′ 5″ O).

### Die Unfallursache
Die genaue Unfallursache konnte nie ermittelt werden. Auch Helmut Niedermayr selbst war infolge des erlittenen Schocks nicht in der Lage, eine plausible Erklärung zu liefern. In der Presse wurde fast ausschließlich über einen technischen Defekt seines Fahrzeugs spekuliert, doch auch von einem Versatz oder einer Kante an einer Stelle des Betonbelags war die Rede, durch die das Auto aus der Spur geworfen worden sei. Der Augenzeuge Herbert Meyer aus Klinkum vertrat 1992 die Ansicht, dass der Unfall durch einen Fahrfehler von Niedermayr verursacht wurde, und lieferte dazu eine Zeichnung des Unfallhergangs. Ihm zufolge versuchte Niedermayr, ganz nah am rechten Außenrand fahrend, einen oder gleich mehrere der drei vor ihm liegenden Rennwagen zu überholen. Dabei soll er im Bereich der Ausfahrt nach Klinkum die Breite der Fahrbahn überschätzt und mit seinem Auto einen der dort zur Streckenmarkierung abgelegten Strohballen touchiert haben. Dadurch habe er die Kontrolle über seinen Wagen verloren und sei nach links über die Rennstrecke hinweg in den Zuschauerbereich geschossen. Zu dieser Aussage passt ein Foto im Bestand des Stadtarchivs von Mönchengladbach, das den bereits abdriftenden Niedermayr-Meteor mit für diesen Streckenpunkt, an dem die Fahrzeuge ca. 200 km/h schnell waren, ungewöhnlich stark eingeschlagenen Vorderrädern zeigt.

## Gegenwart

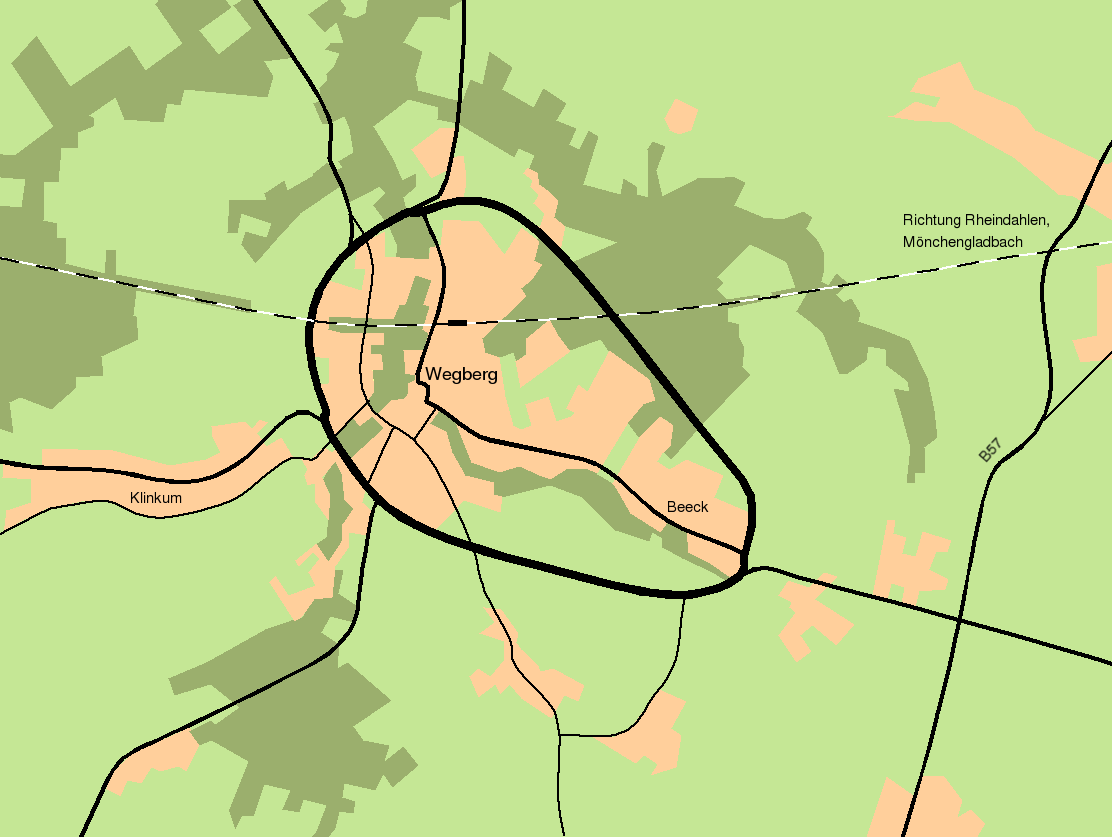
Aktuelle Grenzlandring-Karte nach diversen Umbauten in den Kurven

Unmittelbar südlich der Unfallstelle wurde der Ring später aufgetrennt, um die Abfahrt der Landesstraße 367 über Klinkum in Richtung Wassenberg und Roermond im rechten Winkel von der Ringstraße abzweigen zu lassen. Der ursprüngliche Straßenverlauf wurde dabei aufgegeben, er ist aber immer noch als etwa hundert Meter langer Einschnitt im Gelände zu erkennen. Heute ist der ehemals gänzlich aus Beton bestehende Grenzlandring komplett asphaltiert und nach verschiedenen Umbauten in den Einfahrtsbereichen der Beecker Kurve und der Roermonder Kurve keine geschlossene Ringstraße mehr, sondern eine Umgehungsstraße. Sie wird auf etwa zwei Dritteln ihrer Gesamtlänge als L 400 und auf einem Drittel als L 3 geführt und ist an den meisten Aus- und Einfahrten nicht vorfahrtsberechtigt. Da selbst die Start-und-Ziel-Anlagen und Zuschauertribünen, die man stets zwischen den Straßen nach Tüschenbroich und Uevekoven platzierte, nur temporär waren und jeweils für die Veranstaltungen aufgebaut wurden, findet man keinerlei Anhaltspunkte für die fünfjährige Rennsportnutzung des Grenzlandrings mehr.
Der Rheydter Club für Motorsport (RCM), unter Teddy Vorsters Führung Initiator aller fünf Grenzlandring-Rennen, organisiert seit 1978 im Rahmen der VLN Langstreckenmeisterschaft Nürburgring der Veranstaltergemeinschaft Langstreckenpokal Nürburgring (VLN) sein alljährliches „Grenzlandrennen“ auf dem Nürburgring, auch heute noch in Anlehnung an seine Grenzlandring-Historie. Die Jubiläumsveranstaltung am 18. August 2007 war somit das 30. RCM-DMV-Grenzlandrennen.

## Die wichtigsten Automobil-Sieger der fünf Grenzlandring-Rennen
| Termin                                     | Ergebnisse | Ergebnisse |
| ------------------------------------------ | --- | --- |
| 19. September 1948 (Nationales Rennen)     | Formel 2 und Formula Libre: 1. Roland Mall • BMW-Eigenbau 2. Helmut Polensky • Monopoletta-BMW 3. Helmut Deutz • Alfa Romeo Monza 2300 | Formel 3: 1. Arthur Rosenhammer • ARO BMW 2. Ferdi Lehder • LTE-Juwel BMW 3. Walter Komossa • Scampolo 600 DKW                  |
| 11. September 1949 (Nationales Rennen)     | Formel 2 und Formula Libre: 1. Toni Ulmen • Veritas RS BMW 2. Herman Roosdorp • Ferrari 166MM 3. Hans Stuck • AFM BMW                  | Formel 3: 1. Huschke von Hanstein • Condor BMW 2. Walter Komossa • Scampolo 501 DKW 3. Otto Kolan • OK BMW                      |
| 17. September 1950 (Nationales Rennen)     | Formel 2: 1. Karl Kling • Veritas Meteor (Stromlinie) 2. Toni Ulmen • Veritas Meteor 3. Willi Heeks • AFM BMW                          | Formel 3: 1. Friedrich Dilthey • Condor BMW 2. Willy Arnolds • Scampolo 502 BMW 3. Walter Komossa • Scampolo 501 DKW            |
| 9. September 1951 (Internationales Rennen) | Formel 2: 1. Hans Stuck • AFM Küchen 2. Gianfranco Comotti • Ferrari 166F2/50 3. Toni Ulmen • Veritas Meteor                           | Formel 3: 1. Alan Brown • Cooper T15 Norton 2. Eric Brandon • Cooper T15 Norton 3. Bill Patterson • Cooper T15 JAP              |
| 31. August 1952 (Internationales Rennen)   | Formel 2: 1. Toni Ulmen • Veritas RS BMW 2. Hans Klenk • Veritas Meteor (Stromlinie) 3. Josef Peters • Veritas RS BMW                  | Formel 3: 1. John Cooper • Cooper T17 (Streamline) JAP 2. Eric Brandon • Cooper T18 Norton 3. Stirling Moss • Cooper T18 Norton |

## Die wichtigsten Motorrad-Sieger der fünf Grenzlandring-Rennen
| Termin                                     | Ergebnisse | Ergebnisse |
| ------------------------------------------ | --- | --- |
| 19. September 1948 (Nationales Rennen)     | Lizenzfahrer der Klasse bis 500 cm³ Hubraum: 1. Schorsch Meier • BMW 2. Wiggerl Kraus • BMW 3. Wilhelm Herz • NSU        | Lizenzfahrer der Klasse bis 350 cm³ Hubraum: 1. Wilhelm Herz • NSU 2. Rudi Knees • DKW 3. Kurt Mansfeld • DKW                   |
| 11. September 1949 (Nationales Rennen)     | Lizenzfahrer der Klasse bis 500 cm³ Hubraum: 1. Schorsch Meier • BMW 2. Wiggerl Kraus • BMW 3. Ernst Hoske • BMW         | Lizenzfahrer der Klasse bis 350 cm³ Hubraum: 1. Wilhelm Herz • NSU 2. Rudi Knees • DKW 3. Siegfried Wünsche • DKW               |
| 17. September 1950 (Nationales Rennen)     | Lizenzfahrer der Klasse bis 500 cm³ Hubraum: 1. Heiner Fleischmann • NSU 2. Ernst Hoske • BMW 3. Siegfried Fuß • Triumph | Lizenzfahrer der Klasse bis 350 cm³ Hubraum: 1. Heiner Fleischmann • NSU 2. Siegfried Wünsche • BMW 3. Roland Schnell • Parilla |
| 9. September 1951 (Internationales Rennen) | Rennen der Klasse bis 500 cm³ Hubraum: 1. Walter Zeller • BMW 2. Schorsch Meier • BMW 3. Auguste Goffin • Norton         | Rennen der Klasse bis 350 cm³ Hubraum: 1. Francis Basso • A.J.S. 2. Erwin Aldinger • Velocette 3. Werner Mazanec • A.J.S.       |
| 31. August 1952 (Internationales Rennen)   | Rennen der Klasse bis 500 cm³ Hubraum: 1. Walter Zeller • BMW 2. Hans Meier • BMW 3. Humphrey Ranson • Norton            | Rennen der Klasse bis 350 cm³ Hubraum: 1. Ray Amm • Norton 2. Roland Schnell • Horex 3. Auguste Goffin • Norton                 |